# Округ Лорел (Кентаки)
Округ Лорел (енгл. Laurel County) је округ у америчкој савезној држави Кентаки.

## Демографија
По попису из 2010. године број становника је 58.849, што је 6.134 (11,6%) становника више него 2000. године.
| Група             | 2000.          | 2010.          |
| Белци             | 51.254 (97,2%) | 56.732 (96,4%) |
| Афроамериканци    | 331 (0,6%)     | 417 (0,7%)     |
| Азијати           | 182 (0,3%)     | 287 (0,5%)     |
| Хиспаноамериканци | 291 (0,6%)     | 717 (1,2%)     |
| Укупно            | 52.715         | 58.849         |